# Jadwiga Pierzchalanka
Jadwiga Pierzchalanka, zwana Orlicą (ur. 26 lutego 1905 we Lwowie, zm. 25 sierpnia 1980 w Nowym Targu) – polska taterniczka, grotołaz, narciarka wysokogórska, fotograf górski i kuzynka innego taternika Jerzego Pierzchały.
W latach 1923–1926 studiowała w Państwowej Szkole Przemysłu na Wydziale Przemysłu Artystycznego we Lwowie, studiów tych nie ukończyła. W latach 1923–1932 z powodów zdrowotnych zamieszkiwała w domu „Orlica” (stąd jej pseudonim) w Zakopanem. Taternictwo zaczęła uprawiać w 1933 roku w towarzystwie swojego kuzyna Jerzego. W latach 1934–1950 wspinała się z różnymi osobami, często zupełnie jej nieznanymi. Taka taternicka praktyka była związana z jej zamiłowaniem do wprowadzania innych w Tatry. Z powodów zdrowotnych w latach 1951–1967 zrezygnowała z dalszej wspinaczki i chodziła po Tatrach jako turystka. Po roku 1967 przeniosła się do położonego niżej Nowego Targu, gdzie chodziła już jedynie po Beskidach – powodem tego były ciągłe kłopoty ze zdrowiem. W czasie chodzenia po Tatrach dużo fotografowała – jej zdjęcia reprodukowane były w kilku czasopismach wspinaczkowych m.in. w „Taterniku”. Pochowana na Nowym Cmentarzu przy ulicy Nowotarskiej w Zakopanem (kw. J-18-2).

## Ważniejsze tatrzańskie osiągnięcia wspinaczkowe
- pierwsze wejście zimowe na Pańszczycką Turnię, wraz z kuzynem,
- pierwsze wejście zimowe na Świstowy Róg, wraz z kuzynem,
- pierwsze wejście zimowe na Skrajną Jaworową Turnię, wraz z kuzynem,
- pierwsze wejście zimowe na Wielki Kościół, wraz z kuzynem,
- pierwsze wejście zimowe na Zadnią Jaworową Turnię, wraz z kuzynem,
- przejście północno-zachodniej ściany Świnicy, wraz z Witoldem Henrykiem Paryskim,
- przejście południowo-zachodniej ściany Koziej Strażnicy, wraz z Kazimierzem i Władysławem Dobruckimi,
- przejście prawym żebrem zachodniej ściany Skrajnego Granata, wraz z kuzynem i Franciszkiem Jęczkowskim,
- przejście środkowego filara południowo-zachodniej ściany Koziego Wierchu, wraz z kuzynem i Jęczkowskim.